# Дора Калмус
Дора Філіпіна Калмус (20 березня 1881 — 28 жовтня 1963), також відома як Мадам Д'Ора або Мадам д'Ора, була австрійською портретною фотографкою.

## Життєпис
Дора Філіпіна Калмус народилася у Відні в 1881 році в єврейській родині юриста і Мальвіни Калмус (до шлюбу Зонненберг)  Її сестра Анна народилася у 1878 році та була депортована у 1941 році під час Голокосту. Мати померла, коли вона була молодою, проте сім'я залишалася важливим джерелом емоційної та фінансової підтримки протягом усієї її кар'єри.
Дора Калмус зацікавилася фотографією, допомагаючи сину художника Ганса Макарта, і в 1905 р. першою з жінок була прийнята на курси теорії в Graphische Lehr- und Versuchsanstalt (Інститут графічної підготовки). Того ж року вона стала членкинею Асоціації австрійських фотографів. На той час Калмус була також першою жінкою, якій дозволялось вивчати теорію в Graphischen Lehr- und Versuchsanstalt, котрий лише у 1908 р. надав жінкам доступ до інших курсів фотографії.
У 1919 році Калмус перейшла з юдаїзму в римо-католицизм. 
Дора Калмус померла 28 жовтня 1963 р. За чотири роки до цього вона отримала тілесні ушкодження в Парижі (її збив мотоцикл), після чого повернулася до Відня.

## Кар'єра
У 1907 році Дора Калмус заснувала у Відні студію (разом з Артуром Бендою) під назвою «Atelier d'Ora» або «Madame D'Ora-Benda». В основу назви покладено псевдонім «Мадам д'Ора», яким вона користувалася. Вона з Бендою також керувала літньою студією з 1921 по 1926 рік у Карлсбаді, Німеччина, і відкрила ще одну галерею в Парижі в 1925 році Її представляло Фотоагентство Schostal (Agentur Schostal) і саме її втручання врятувало власника агентства після його арешту нацистами, що дозволило йому втекти з Відня до Парижа.
Серед тих, кого знімала Дора Калмус, були Жозефіна Бейкер, Коко Шанель, Тамара Лемпицька, Альбан Берг, Моріс Шевальє, Колетт та інші танцюристки, акторки, художники(-ці) та письменники(-ці).

## Виставки
- 2012/13: Vienna's Shooting Girls — Jüdische Fotografinnen aus Wien, Єврейський музей Відня, Австрія[18]
- 2018: Madame d'Ora. Machen Sie mich schön!, Музей Леопольда, Відень, Австрія[19]
- 2019/20: Der große Bruch: d'Oras Spätwerk, ҐрацМузец, Ґрац, Австрія[20]

## Подальше читання
- Faber, Monica. (1987) Madame d'Ora: Vienna and Paris, 1907—1957, the Photography of Dora Kallmus. Vassar College. ISBN 978-0-916663-02-5.